# (1756) Giacobini
(1756) Giacobini es un asteroide perteneciente al cinturón de asteroides descubierto por André Patry desde el Observatorio de Niza, Francia, el 24 de diciembre de 1937.

## Designación y nombre
Giacobini fue designado al principio como 1937 YA.
Más adelante se nombró en honor del astrónomo francés Michel Giacobini (1873-1938).

## Características orbitales
Giacobini está situado a una distancia media del Sol de 2,549 ua, pudiendo alejarse hasta 3,134 ua y acercarse hasta 1,965 ua. Su excentricidad es 0,2292 y la inclinación orbital 5,108°. Emplea en completar una órbita alrededor del Sol 1487 días.